# Xarxa d'Institucions Fiscals Independents de la Unió Europea
La Xarxa d'Institucions Fiscals Independents de la Unió Europea (UE IFIs) és una institució voluntària i inclusiva, oberta a tots els òrgans de supervisió fiscal independents que operen a la UE. Es va establir formalment l'11 de setembre de 2015, a la tercera reunió informal d'IFI de la UE celebrada a Bratislava (Eslovàquia).
Des de la creació, la Xarxa ha tingut quatre presidents. El primer va ser José Luis Escrivá, president de l'AIReF. El seu segon mandat va finalitzar el 2019, i va ser nomenat al seu lloc Seamus Coffey, president del Consell Assessor Fiscal d'Irlanda. Posteriorment han ocupat el càrrec Sander van Veldhuien i Richard van Zwol.

## Presidents
- José Luis Escrivá (2015–2019)
- Seamus Coffey (2019–2020)
- Sander van Veldhuizen (2020–2021)
- Richard van Zwol (2021–)[2]